# Disocactus macdougallii
Disocactus macdougallii, vrsta kaktusa iz Meksika.

## O uzgoju
- Preporučena temperatura:  Noć: 10-12°C
- Tolerancija hladnoće:  držati ga iznad 10°C
- Minimalna temperatura:  15°C
- Izloženost suncu:  treba biti na svjetlu
- Porijeklo:  Meksiko  (Chiapas)

Sinonimi:
- Heliocereus macdougallii (Alexander) Doweld
- Lobeira macdougallii Alexander
- Nopalxochia macdougallii (Alexander) W.T.Marshall

## Vanjske poveznice
|  | Wikivrste imaju podatke o taksonu Disocactus macdougallii |